# Borda do Campo (Quatro Barras)
Borda do Campo é um distrito do município brasileiro de Quatro Barras, no estado do Paraná.